# José Sorra
José „Ping“ Crisologo Sorra (* 9. März 1929 in Malinao, Provinz Albay; † 21. Januar 2021 in Legazpi City) war ein philippinischer Geistlicher und römisch-katholischer Bischof von Legazpi.

## Leben
José Sorra empfing nach seiner theologischen Ausbildung am  Holy Rosary Seminary in Naga City am 17. März 1956 die Priesterweihe für das Bistum Legazpi. Er studierte anschließend Theologie an der University of Santo Tomas (UST) in Manila und an der Fordham University in New York City. Er war unter anderem nationaler Direktor der Student Catholic Action auf den Philippinen, einer Studentenbewegung, die öffentlich gegen Diktator Ferdinand Marcos protestierte.
Papst Paul VI. ernannte ihn am 27. Mai 1974 zum Bischof von Virac. Der Erzbischof von Cebu, Julio Kardinal Rosales y Ras, spendete ihm am 28. August desselben Jahres die Bischofsweihe; Mitkonsekratoren waren Teopisto Valderrama Alberto, Erzbischof von Caceres, und Jaime Lachica Sin, Erzbischof von Jaro. In der philippinischen Bischofskonferenz war er 1986 der Gründungsvorsitzende der Kommission für die Jugend und Mitglied der Ständigen Kommission der Bischofskonferenz.
Am 1. März 1993 wurde er von Papst Johannes Paul II. zum Bischof von Legazpi ernannt. Er war der erste Bischof, der eine Synode zum sexuellen Missbrauch und Korruption in der katholischen Kirche der Philippinen durchführte.
Am 1. April 2005 nahm Papst Johannes Paul II. seinen altersbedingten Rücktritt an. José Sorra starb im Alter von 92 Jahren im Tanchuling–Hospital in Legazpi City aufgrund eines Atemversagens infolge einer Lungenembolie.

## Schriften
- Crumbs for Priesthood and the Religious: An Anthology of the Life and Ministry of Priests, Bishops, and the Religious, 2012, ISBN 978-971-94262-0-2.
- Crumbs from the Melting Pot, 2012, ISBN 978-971-94262-2-6.